# Teckenlådan
Teckenlådan är ett TV-program för döva barn. Programmet startades 1994.
Enligt Svt:s hemsida är programmet nedlagt, men tills vidare visas repriser på SVT Barn. Frånbetalt och fram till cirka 2001 bestod programmet av två delar, Lilla och Stora teckenlådan. Lilla teckenlådan var riktat mot barn i förskoleåldern, medan Stora teckenlådan var riktat mot skolbarn och unga tonåringar.
År 2001 togs Stora teckenlådan bort. Programmet har haft många programledare. De som varit med längst är Patrick Forss, både som sig själv och som hunden Busan, och Henryk Zwolinski, som var med från 1995.